# José Blas Fernández Sánchez
José Blas Fernández Sánchez (n. Cádiz, España; 15 de diciembre de 1947), graduado social y político español del Partido Popular. Actualmente es el presidente del Consejo Andaluz de Colegios de Graduados Sociales.

## Biografía
Nacido en Cádiz en 1947, está casado y tiene dos hijos. Cursó los estudios de Bachillerato en el Colegio San Felipe Neri de Cádiz, uno de los más antiguos de la ciudad. Posee el título de Graduado Social por la Universidad de Granada, el Licenciado en Ciencias del Trabajo por la Universidad Internacional de Cataluña y Técnico Superior en Relaciones Industriales por la Universidad de Alcalá de Henares. Además de Diplomado en Procedimiento Laboral por la Escuela de Práctica Jurídica “Rafael Martínez Emperador” y Auditor Socio Laboral por la Universidad de Cádiz.
Tras comenzar a trabajar en Dragados y Construcciones, en 1969, año de su graduación, abre su propio despacho laboralista, junto a otros profesionales del mundo del derecho, en la ciudad de Cádiz. En 1971, junto a Juan A. Novo Ruiz, Miguel Morales González, Antonio Carvajal Alcaide, Argimiro Fernández Calderón, funda el Excmo. Colegio Oficial de Graduados Sociales de Cádiz-Ceuta, ostentando desde esa fecha hasta el 27 de marzo de 1980, la Secretaria General. Un mes después, el 10 de abril de 1980, es nombrado Presidente del Excmo. Colegio Oficial de Graduados Sociales de Cádiz-Ceuta, continuando ejerciendo la presidencia hasta la actualidad. 
Su vida personal ha estado vinculada al mundo cofrade en la ciudad de Cádiz, habiendo sido Hermano Mayor y Vice-Hermano Mayor de la Cofradía del Santísimo Cristo de La Piedad y María Santísima de Las Lágrimas y Hermano de la misma desde 1963 hasta 2007, así como Vocal del Consejo Supremo de Caballeros Hospitalarios de San Juan Bautista. En el año 2012 fue nombrado Pregonero de la Semana Santa de Cádiz. 

## Carrera profesional
Como Graduado Social, ha dividido sus esfuerzos entre su despacho profesional y el reconocimiento de la profesión, lo que le llevó a ser uno de los impulsores de la inclusión de la figura procesal del Graduado Social en la Ley Orgánica del Poder Judicial, de 2015, con inclusión de la Toga y restantes derechos y obligaciones al igual que Abogados y Procuradores. Igualmente, luchó por la creación en la Universidad de Cádiz de la Escuela Universitaria de Graduado Social en 1990, hoy Facultad de Ciencias del Trabajo, por Decreto 205/1990, de 3 de julio, siendo Rector de la Universidad, José Luis Romero Palanco.
Desde 1990 a 1998 ocupó la vicepresidencia del Consejo General de Colegios Oficiales de Graduados Sociales de España. Y desde el 28 de junio de 1999 hasta diciembre de 2002, fue Presidente de la Federación Europea de Profesiones Jurídico-Laborales. esos mismos años ocupó la Presidencia del Consejo General de Colegios Oficiales de Graduados Sociales de España. Pudiendo destacarse entre sus logros al frente del mismo:
- Participación en diversas Comisiones de Trabajo para la puesta en marcha del denominado “Pacto por la Justicia”.
- Consecución del 2.º Ciclo Universitario para los Estudios de Relaciones Laborales denominado “Licenciatura en Ciencias del Trabajo”.
- Adquisición de la actual Sede del Consejo General.
- Inclusión de la figura del Asesor Fiscal sin exclusividad de ninguna otra profesión en la Ley General Tributaria.
- Inclusión de la figura procesal del Graduado Social en la Ley Concursal.
- Redacción del primer Código Deontológico para la profesión.
- Junto al Consejo General del Poder Judicial se llevó a cabo un Convenio en el que una Comisión Mixta, formada por miembros de ambos Consejos, velaron por los distintos aspectos de la Formación, cuestiones del Orden Jurisdiccional-Social y temas que afectan al colectivo, con seguimiento expreso de la figura procesal en las jurisdicciones en las que actúe el Graduado Social. Así como, consiguió creación de las bases y puesta en marcha de los “Encuentros con el Consejo General del Poder Judicial”
- Se logra la participación del Consejo General de Colegios Of. de Graduados Sociales de España en todos los trabajos llevados a cabo por el Ministerio de Justicia para la “Modernización de la Justicia en España”.
- La figura del Graduado Social se incluye en el acto de entrega de despachos de nuevos Jueces.
- Se consigue la presencia del Consejo General de Colegios Of. Graduados Sociales de España en la apertura del año Judicial que anualmente preside Su Majestad el Rey.
- Consiguió la presencia del Consejo General de Colegios Of. de Graduados Sociales de España dentro de la Escuela de Verano del Poder Judicial.

En reconocimiento a su labor al frente de los graduado sociales españoles, el 16 de diciembre de 2011 fue nombrado por unanimidad Presidente de Honor del Excmo. Consejo General Colegios Oficiales de Graduados Sociales de España. Además, es Consejero y miembro Nato del Consejo General de Colegios Oficiales de Graduados Sociales de España desde 1980, lo que le hace ser el miembro más antiguo de dicho Consejo y, por tanto, el Decano de todos los Presidentes de España. Desde el 16 de diciembre de 2016, miembro de la Comisión Técnica de las Relaciones con Las Cortes y otros Ministerios, del Excmo. Consejo General de Graduados Sociales de España.
También trabajo por la creación del Consejo Andaluz de Colegios Oficiales de Graduados Sociales, siendo el presidente de la comisión creada a tal fin desde el 27 de junio de 2007 al 14 de noviembre de 2008, siendo el autor de los Estatutos del mismo. Desde el 3 de marzo de 2017, Presidente del Excmo. Consejo Andaluz de Colegios Oficiales de Graduados Sociales sustituyendo en el cargo a José Esteban Sánchez Montoya.
Además, es Presidente de la Asociación Provincial de Empleadores de Profesiones Liberales de Cádiz (APROLEM), desde su creación el 31 de mayo de 1983 y miembro nato de la Junta Directiva de la Confederación de Empresarios de Cádiz. También es Presidente de la Asociación Española de Graduados Sociales Autónomos (AEGA) desde el 1 de mayo de 2007.
Ha sido fundador y Director de la Escuela de Práctica Jurídica-Laboral “Rafael Martínez Emperador”, del Excmo. Colegio Oficial de Graduados Sociales de Cádiz-Ceuta.

## Carrera política
Ha sido concejal del Excmo. Ayuntamiento de Cádiz desde 1983 hasta el 26 de mayo de 2019, por lo que se trata del concejal que más tiempo ha estado en activo en la corporación municipal gaditana tras haber ejercido su labor durante 36 años. Siendo Primer Teniente de Alcalde del Excmo. Ayuntamiento de Cádiz y Delegado de Hacienda, Patrimonio, Personal y Régimen Interior de dicha Corporación municipal, desde mayo de 1995 hasta junio de 2015, cuando el gobierno local pasó a manos de José María González. Durante sus años como Concejal de Hacienda, bajo mandato de la alcaldesa Teofila Martínez, ha sido Presidente de la Empresa Municipal de Aparcamientos (EMASA). Presidente de la Empresa Eléctrica de Cádiz. Miembro del Consejo de la empresa PROVISA. Miembro de la Caja de Ahorros de San Fernando - Sevilla y Jerez-. Presidente del Colegio Oficial de Graduados Sociales de Cádiz desde 1980. Caja San Fernando. Ha interpuesto numerosas denuncias a ciudadanos de Cádiz en defensa de su honor.
Fue diputado provincial desde 1991 hasta el año 2000 y consejero general de Caja Sol.

### Senador en las legislaturas VII, VIII y X
Ha sido senador en la Cámara Alta por la Provincia de Cádiz durante tres Legislaturas (VII, VIII y X) siendo portavoz de la Comisión de Empleo y Seguridad Social, Vice-portavoz en la Comisión de Hacienda, Vocal y Vice-portavoz en la Comisión de Trabajo y Asuntos Sociales y de la Comisión de Prevención de Riesgos Laborales, Vocal de la Comisión de Justicia, Vocal de la Comisión de Economía y Hacienda y miembro de la Comisión Especial de  Enfermedades raras. 
Su trabajo parlamentario le ha hecho participar en varias ponencias para elaborar diversos textos legislativos, siendo ponente de los siguientes Proyectos de Ley:
- Proyecto de Ley por el que se aprueban medidas fiscales urgentes de estímulo al ahorro familiar y a la pequeña y mediana empresa
- Proyecto de Ley de Reforma de la Ley 39/1988, de 28 de diciembre, Reguladora de las Haciendas Locales”
- Proyecto de Ley del Patrimonio de las Administraciones Públicas
- Proyecto de Ley de Disposiciones en Materia de Seguridad Social
- Proyecto de Ley de Presupuestos
- Ley de Medidas Fiscales y de Orden Social (Ley de Acompañamiento)
- Ponente de la Proposición de Ley para la inclusión de los Trabajadores Autónomos en el Consejo Económico y Social” (C.E.S)
- Ley del Estatuto del Trabajador Autónomo
- Ley de la Reforma de la Seguridad Social
- Proyecto de Ley de Presupuestos Generales del Estado desde 1996 hasta 2007.

En la X Legislatura llegó a participar y ser ponente en 32 Proyectos de Ley, destacando:
- Reforma Laboral de 2012 y de la Seguridad Social
- Proyecto de Ley de Reforma de la Ley Hipotecaría
- Ley Orgánica 10/1995, del Código Penal en materia de transparencia y lucha contra el fraude fiscal en la Seguridad Social.

También fue miembro de la Comisión para la Conmemoración del Centenario del Nacimiento de la Seguridad Social en España, designación directa por el ministro de Trabajo.

## Premios y reconocimientos laborales y sociales
| Premio / distinción | Año        |
| --- | ---------- |
| Medalla Colectiva de Oro al Mérito en el Trabajo                                                                         | 1982       |
| 2.º Premio Extraordinario de la Comisión Permanente Estatal de Estudiantes de Relaciones Laborales/Graduado Social       | 1998       |
| Premio PREVER de Oro del Consejo General de Titulados Superiores en Relaciones Industriales                              | 1999       |
| Premio PREVER de Oro del Consejo General de Titulados Superiores en Relaciones Industriales                              | 2001       |
| Caballero de la Orden de San Juan Bautista                                                                               |            |
| Cruz Distinguida de Primera Clase de la Orden de San Raimundo de Peñafort                                                | 2007       |
| Cruz de Honor de la Orden de San Raimundo de Peñafort                                                                    | 2012       |
| Medalla de Bronce del Excmo. Colegio Oficial de Graduados Sociales de Cádiz-Ceuta                                        |            |
| Medalla de Plata y Oro del Excmo. Colegio Oficial de Graduados Sociales de Cádiz-Ceuta                                   |            |
| Medalla de Oro del Excmo. Colegio Oficial de Graduados Sociales de Cádiz-Ceuta                                           |            |
| Pregonero de la Semana Santa de Cádiz                                                                                    | 2012       |
| Medalla de Oro al Mérito Colegial del Consejo General de Colegios Oficiales de Graduados Sociales de España              |            |
| Medalla de Oro al Mérito Profesional del Excmo. Colegio Oficial de Graduados Sociales de Córdoba                         |            |
| Cruz al Mérito Pro-Justicia Social del Excmo. Colegio Oficial de Graduados Sociales de Madrid                            |            |
| Olivo de Plata del Excmo. Colegio Oficial de Graduados Sociales de Madrid                                                |            |
| Cruz de los Servicios Distinguidos en las Relaciones Industriales y las Ciencias del Trabajo                             |            |
| Presidente de Honor del Excmo. Colegio Oficial de Graduados Sociales de Pontevedra                                       |            |
| Miembro de número de la Asociación Iberoamericana de Derecho del Trabajo                                                 | Desde 1978 |
| Miembro Fundador y de número de la Asociación Iberoamericana de Derecho del Trabajo y Seguridad Social (filial Española) | Desde 1982 |

## Publicaciones
Posee diversos trabajos monográficos y escritos sobre temas sociales, laborales, jurídicos, de seguridad social, que afectan directamente al mundo del Derecho. Además, es colaborador habitual en varias revistas profesionales sobre el Derecho del Trabajo y Seguridad Social. En 2019 publica un anecdotario sobre su labor como oficiante de bodas civiles en el Ayuntamiento de Cádiz.

### Libros
- El Obispo Civil, Kaizen Editores,[14] Cádiz, 2019.[15]

#### Capítulos en obras colectivas
- Las asociaciones de trabajadores autónomos. Anuario de conferencias del CARL: 1.er semestre de 2008, 2009,  978-84-691-0951-9, págs. 29-32[16]